# Kukeri (hudební skupina)
Kukeri (Кукери) byla bulharská popová skupina vytvořena v roce 1966 pod názvem Pe'ešti zvezdi (Пеещи звезди).

## Historie
Skupinu Pe'ešti zvezdi (Пеещи звезди) vytvořili v roce 1966 v Ruse středoškoláci Ivan Ivanov (Džon) (*1950), Plamen Basarov (*1949) a Stajko Stajkov (*1950). Skupina v počátcích coverovala písničky zahraničních kapel. Skupina se dále prezentovala počátkem sedmdesátých let dvacátého století v hlavním městě Sofii. Skupina změnila v roce 1971 název na Kukeri (Кукери) a začala spolupracovat se zpěvačkou Neli Jankovovou. V roce 1975 skupina vydala v nakladatelství Balkanton své první dva singly Parva Ljubov (Първа Любов) / Trakijski Momicheta (Тракийски Момичета).
V druhé polovině sedmdesátých let dvacátého století skupinu formoval příchod profesionálního hudebníka Danaila Draganova (*1951), který se stal hlavním skladatelem a aranžérem skladem. V roce 1979 skupina vydala v nakladatelství Balkanton svoje první album. Počátkem osmdesátých letech dvacátého století skupina změnila hudební žánr z taneční rockové na elektronickou. Skupina se rozpadla v roce 1988.
V devadesátých letech dvacátého století činnost skupiny pod stejným názvem Kukeri obnovil jeden z jejich zakladatelů Ivan Ivanov společně se svojí manželkou Ginkou a hudebníkem Jukselem Achmedovem. V roce 1997 skupině vyšlo album Ljubovta (Любовта). Skupina se definitivně rozpadla v roce 1998.

## Složení
- Ivan Ivanov (Džon) – elektrická kytara, zpěv (1966–1998)
- Plamen Basarov – basová kytara, zpěv (1966–1983)
- Stajko Stajkov – bicí, klávesy (1966–1976)
- Neli Jankovová – zpěv, klávesy (1971–1986)
- Danail Draganov – klávesy, kytara, bicí (1976–1988)
- Stefan Popov – bicí, zpěv (1977–1988)
- Rozina Karaslavovová – zpěv (1986–1988)
- Biljana Vasilevová – zpěv (1986–1988)
- Ginka Ivanovová (Džina) – zpěv (199x–1998)
- Petar Dramov – bicí (199x–199x)
- Juksel Achmedov – klávesy, zpěv (199x–1998)

## Diskografie
| Rok  | Album      | Typ | Vydavatel         | Katalogové číslo |
| ---- | ---------- | --- | ----------------- | ---------------- |
| 1975 | „Кукери“   | SP  | Балкантон         | ВТК 3194         |
| 1977 | „Кукери“   | SP  | Балкантон         | ВТК 3401         |
| 1977 | „Кукери“   | SP  | Балкантон         | ВТК 3448         |
| 1979 | „Кукери“   | SP  | Балкантон         | ВТК 3517         |
| 1980 | „Кукери“   | SP  | Балкантон         | ВТК 3569         |
| 1980 | „Кукери“   | LP  | Балкантон         | ВТА 10411        |
| 1981 | „Приказка“ | LP  | Балкантон         | ВТА 10676        |
| 1983 | „Кукери“   | LP  | Балкантон         | ВТА 11043        |
| 1985 | „Кукери 4“ | LP  | Балкантон         | ВТА 11527        |
| 1988 | „Кукери 5“ | LP  | Балкантон         | ВТА 12253        |
| 1997 | „Любовта“  | MC  | Riva Sound        | RS 0254          |
| 2001 | „The Best“ | CD  | UBP International | UBP – 036        |